# Ścinawa Mała (stacja kolejowa)
Ścinawa Mała - końcowa stacja kolejowa na zlikwidowanej linii kolejowej nr 256 Nysa - Ścinawa Mała, w miejscowości Ścinawa Mała, w województwie opolskim, w powiecie nyskim, w gminie Korfantów, w Polsce.